# Untermettingen
Untermettingen ist ein Ortsteil der baden-württembergischen Gemeinde Ühlingen-Birkendorf im Steinatal im Landkreis Waldshut. Ortsvorsteher ist Daniel Schliffke.

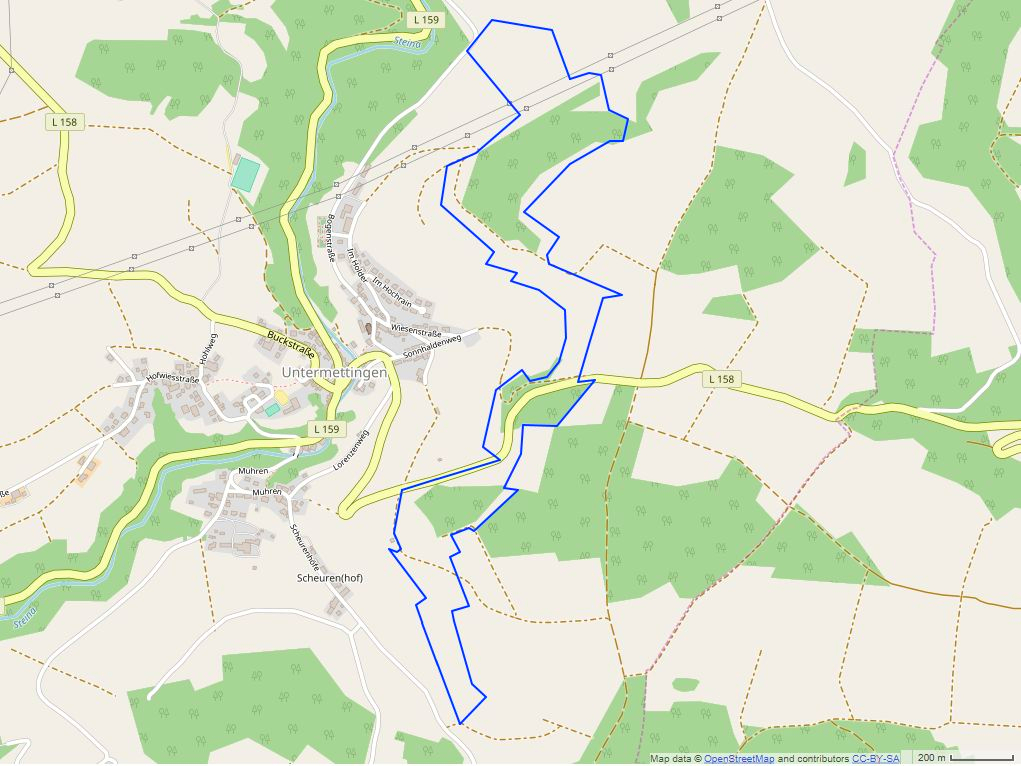
Ortsplan: Die Tafel L 159 in der Mitte bezeichnet die Brücke über die Steina, der blaue Umriss das Naturschutzgebiet Katzenhalde

## Lage
Untermettingen mit den Ortsteilen Endermettingen, Löhningen und Raßbach, die bis 1974 alle zu Obermettingen zählten, liegt links und rechts einer Brücke über die Steina und bildet flächenmäßig den größten Ortsteil der Gemeinde Ühlingen-Birkendorf. Die Brücke ist Teil einer Kreuzung von Verkehrsverbindungen ins Wutachtal, nach Ühlingen, Tiengen und Stühlingen. Diese Lage war schon früh Siedlungsgrund und wohl auch Anlass des Baus eines (römischen?) Wachturms „über dem Ufer der Steina, [.. der] vermutlich zum Schloß Mettingen ausgebaut worden (ist).“ – „Das Dorf liegt 520 Meter, mit seiner lieblichen Umgebung bis zu 700 Meter ü.d.M.“

## Geschichte
Untermöttingen – die ersten Anhaltspunkte für das Bestehen der unregelmäßigen Siedlung (Villa – Mettingen) an der Hanglage beiderseits der Steina, geben […] zwei Urkunden des Klosters Rheinau aus dem Jahre 855. Ort und Umgebung als Siedlungsplätze sind jedoch schon wesentlich älter:

### Bronzezeit
Galgenbuck: „Nordwestlich des Ortes wird die flache Muschelkalkhochfläche westlich der Straße Obereggingen-Obermettingen vom Galgenbuck, einer markanten, bewaldeten Kuppe überragt. Auf seinem sanft abfallenden Südhang liegt dicht unterhalb des höchsten Punktes (624,2 m) ein leicht ovaler Steinhügel nur wenige Meter vom Südrand eines Waldweges entfernt. Er mißt im DM 14 × 15 m, seine H. beträgt ca. 1,80 m. Fuchsröhren, die im SW in den gut gewölbten Hügel hinein führen, lassen erkennen, daß er unter dem äußeren Steinmantel einen Kern aus feinem Lockermaterial besitzt.“

### Römer und Alamannen
Die römische Vergangenheit wurde durch Grundmauern eines Gutshofes bei Obermettingen ersichtlich. Dort wurden auch alamannische Reihengräber entdeckt und die Namensendung auf -ingen spricht ebenfalls für eine alamannische Gründung in der Bedeutung ‚bei den Leuten des Metto.‘ Die Ersterwähnungszeit 855 fällt in die Anfangsphase des Ostfrankenreichs.

### Franken
„Die alte Siedlung Untermettingen gehört mit Endermettingen und der selbstständigen Gemeinde Obermettingen zu dem im Kartular des Klosters Rheinau schon 855 gemeinsam als Mettingen erwähnten Klostergut. Mit diesem Mettingen ist der Siedlungsschwerpunkt um die Steinabrücke sowie zwei umliegende, große Höfe gemeint.  Durch eine Schenkung bekam das Kloster 871 noch den Mettinger Besitz eines Wolf von Mettingen.“

### Spätmittelalter und Neuzeit
Da die drei Mettinger Siedlungen mit der Zeit verschiedene Grundherren hatten, wurde schließlich auch eine jeweils eigene Namensgebung erforderlich. Untermettingen erscheint 1337 erstmals als das Dorf ‚ze Nidren Mettingen‘ […] Endermettingen wird 1448 ‚ze Mettingen in dem eneren dorff‘.
Größte Grundbesitzer waren das Kloster St. Blasien und das Kloster Berau. 1394 ist der St. Georgsritter Friedrich von Ofteringen Besitzer der Burg Untermettingen. Heinrich von Erzingen wohnte hier 1427 und besaß Pfandgüter der Fürstenberger. 1469 wird er letztmals genannt. Auf der Burg Untermettingen saß Hans von Krenkingen, genannt von Küssenberg, später der Freiherr von Roggenbach. Er übergab 1481 an Georg von Erzingen und seine Frau Ursula den sechsten Teil des Zehnten zu Mettingen, die Raßbach und Löhningen. Erbe war dann Wilhelm von Grießen. Er verkaufte seinen Anteil 1495 an das Kloster Berau. 1599 wurde Johann Jakob von Beck Obervogt der Herrschaft Mettingen. 1610 ging die Herrschaft durch Kauf an Maximilian von Pappenheim und 1639 an die Fürstenberger.

### 20. Jahrhundert
13 Gefallene und 2 Vermisste verlor die Gemeinde Untermettingen im Ersten Weltkrieg. Noch tiefere Lücken riss der Zweite Weltkrieg mit 45 Gefallenen und 8 Vermissten.
Am 1. Januar 1974 wurde Untermettingen mit seinen Teilorten in die Gemeinde Ühlingen eingegliedert. Diese bildete am 1. Januar 1975 zusammen mit Birkendorf und Brenden die neue Gemeinde Ühlingen-Birkendorf.

### 21. Jahrhundert
Untermettingen hatte 2021 738 Einwohner, drei Geburten standen sieben Sterbefälle gegenüber. 17 Flüchtlinge wohnen in der Ortschaft.
Aktivitäten 2021
Durch die Corona-Pandemie mussten alle Veranstaltungen abgesagt werden, vorgesehene Investitionen wurden jedoch getätigt und umgesetzt: Der Ausbau der Breitbandversorgung wurde fertiggestellt, Erneuerungen gab es in der Steinatalhalle, „Wald- und Wirtschaftswege wurden saniert, der Dorfplatz um den Dorfbrunnen in Raßbach wurde neu gestaltet, […] am Römerwegparkplatz wurde eine neue Sitzgruppe installiert.“ Mittels einer ehrenamtlichen Kraftanstrengung wurde der Bau eines Kunstrasenplatzes des SV Untermettingen realisiert. Weiterer Schwerpunkt der Aktivitäten „war die Fertigstellung der Ortsdurchfahrt Löhningen. […] Der neu gestaltete Dorfplatz wird in Zukunft von den Löhningern gepflegt.“
Der ehemalige Ortschaftsrat Roland Kromer stellte 2021 eine Ortschronik fertig.

## Kirche
„Die ältesten Urkunden über die Pfarrei Mettingen gehen bis auf das Jahr 1275 zurück. Die heutige Pfarrkirche in Untermettingen stammt aus dem Jahr 1738.“ Davor waren Untermettingen und Raßbach Teil der Pfarrei Schwerzen.

## Anmerkung
1. ↑  Im ersten Jahr des Kaisers Ludwigs und im ersten Jahr des Papstes Benedikt III., am 21. August des Jahres 855 übergibt in seinem Hof in Mettingen der Priester Meginhart seinen Besitz an das Kloster Rheinau. (Meyer von Knonau: Cartular von Rheinau 1883. Urkunde S. 7 ff.) Die Schenkungen stehen im Zusammenhang der Wiederherstellung des Klosters Rheinau nach dem auf die Gründung 778 folgenden Niedergang.

## Persönlichkeiten
- Josef Gisi von Endermettingen, der letzte Postillon vom Steinatal, der 1955 im 80. Lebensjahr verstorben ist.
- Franz Theodoricus Wiederkehr, Pfarrer und Kammerer in Untermettingen (Inschrift in der Kirche).